# BBÖ VT 20
Der Triebwagen BBÖ VT 20.01 war ein vierachsiger Triebwagen der Bundesbahnen Österreich (BBÖ). 

## Fahrzeuggeschichte
In den 1920er Jahren versuchten die BBÖ den Verkehr auf schwach frequentierten Nebenbahnen durch den Einsatz von Triebwagen mit Verbrennungsmotor zu rationalisieren. Zur Erprobung wurden mehrere Fahrzeuge bei verschiedenen Herstellern geordert, darunter auch der T 64 bei den Deutschen Werken Kiel (DWK). Er wurde 1925 unter der DWK-Werksnummer 64 gebaut.
Das Fahrzeug entspricht dem DWK Modell IV a Normalspur. Dieser Typ wurde als ursprünglich für Schmalspur geplant und war daher kürzer als die Normalspurtypen. Anfänglich wurde er mit spitzer Stirnfront angeboten, ab 1924 jedoch mit flacher Front. Als Spitzname wurden dafür die Bezeichnungen Spitzmaus und Kommissbrot verwendet.
Stationiert war der Triebwagen in Schwarzenau, Bruck an der Leitha, Krems an der Donau und Mürzzuschlag. Die Literatur berichtet von Problemen mit dem Kühlsystem, die durch Umbauten behoben werden konnten. 1940 erfolgte durch die DRG der Umbau auf Treibgas-Betrieb.
Der BBÖ T 64 wurde verschiedentlich umgezeichnet: 1927 in VT 20.01, am 25. November 1938 durch die Deutsche Reichsbahn in C4iVT 770, am 27. April 1945 als ÖStB 770 und am 5. August 1947 als ÖBB 770. Am 25. Februar 1951 erfolgte in der Werft Linz der Umbau zum Triebwagenanhänger B4T 7729.01. Am 28. November 1960 wurde der Beiwagen ausgemustert.

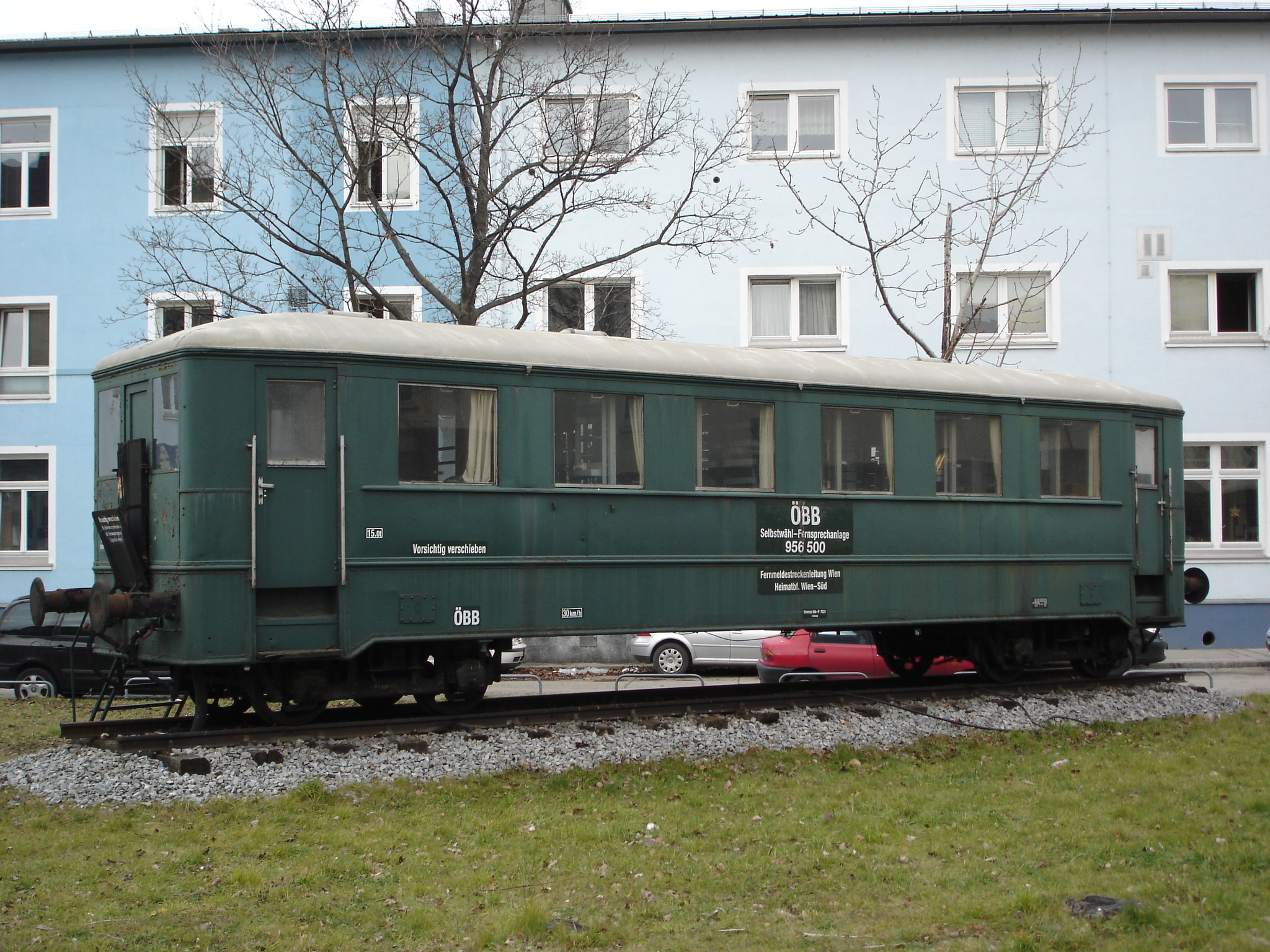
Fahrbare Selbstwähl-Fernsprechanlage 956 500

Anschließend wurde er in die „fahrbare Selbstwähl-Fernsprechanlage“ 956 500 umgebaut und kam bei verschiedenen großen Bahnhofsumbauten als mobile Telefonzentrale zum Einsatz. Etwa 1982 wurde er als Denkmal der Fernmeldebetriebsabteilung Wien Süd aufgestellt. Bedingt durch den Abriss der Bahnanlagen und die Errichtung des Wiener Hauptbahnhofs gelangte das historisch bedeutsame Fahrzeug ins Eisenbahnmuseum Strasshof.
Der von der Grazer Waggonfabrik gebaute BBÖ VT 23 besaß aufgrund der Erfahrungen mit dem VT 20 ebenfalls eine gleichartige Antriebsanlage der DWK, der Motor vom Typ T IV kam in der Folge auch im elektrisch angetriebenen VT 40 zum Einsatz.